# Charles Drouin
Pour les articles homonymes, voir Drouin.
Charles Drouin, seigneur de Beauvau et de la Cousture, fut maire de Tours de 1657 à 1658. 

## Biographie
Charles Drouin est le neveu du financier Thomas Bonneau. Il s' est marié avec Anne Bordier de Paris, fille de Jehan Bordier, conseiller du roi, et de Barbe Philippes.
Conseiller du roi et trésorier général des finances, il est maire de Tours de 1657 à 1658.